# Tséwang Dordji Namgyal
Pour les articles homonymes, voir Namgyal et Tsewang Namgyal.
Tséwang Dordji Namgyal, parfois retranscrit en Tsewang Dorji Namjil ou Tsewang Dorji Namjal, (mongol bitchig : ᠴᠡᠸᠡᠩᠳᠣᠷᠵᠢ
ᠨᠠᠮᠵᠠᠯ ; chinois simplifié : 策妄多尔济·那木扎尔 ; chinois traditionnel : 策妄多爾濟·那木札爾 ; pinyin : cèwàng duōěrjì nàmùzāěr ; 1732 – 1750) est un prince du Khanat dzoungar, fils de Galdan Tseren à qui il succède à sa mort en 1745 au titre de Khan, alors limité, après les conquêtes de la dynastie Qing et après le traité de paix, à  des régions du Kazakhstan, Kyrgyzstan et du Sud de la Sibérie[réf. souhaitée].

## Biographie
Jeune homme débauché et cruel, il est aveuglé et emprisonné à Aqsou par les seigneurs et son frère Lama Dorja.

## Succession
Lama Dorja (règne (1750 — 1753)), lui succède, mais ne parvient pas à se faire obéir. Les maisons aristocratiques Dörböt, Khochot et Khoït, soumises au Khong Tayiji depuis un siècle menacent de s'émanciper. C'est le début d'une guerre civile.